# Carola Schneider
Carola Schneider (* 27. April 1972 in Bludenz, Vorarlberg) ist eine österreichische Zeitungs- sowie Hörfunk- und Fernsehjournalistin beim ORF.

## Leben
Die gebürtige Vorarlbergerin, die in Marul aufgewachsen ist, studierte an der Universität Innsbruck ein Dolmetsch- und Übersetzerstudium für die Sprachen Französisch und Russisch, das sie 1996 erfolgreich abschloss. Von 1996 bis 2001 war sie als Journalistin, Chefin vom Dienst und in der Politikredaktion im ORF-Landesstudio Vorarlberg tätig. Im März 2001 wechselte Schneider in das Team der ORF-Korrespondenten in Paris, ab 2003 berichtete sie aus Zürich und von 2011 bis 2021 leitete sie das Moskauer ORF-Korrespondentenbüro.
Nach einer Bildungskarenz übernahm sie mit 1. Oktober 2023 wieder die Leitung des Moskauer ORF-Büros. Im Juni 2024 wurde ihr von den russischen Behörden die Akkreditierung entzogen und sie aufgefordert, das Land zu verlassen.
Carola Schneider schreibt für diverse Tageszeitungen und ist zudem als freie Autorin aktiv.

## Auszeichnungen
- 2022: Robert-Hochner-Preis – Sonderpreis[4]